# Herbata
Herbata – napar przyrządzany z liści i pąków grupy roślin, nazywanych tą samą nazwą, należących do rodzaju kamelia (Camellia). Rośliny te są do siebie podobne, traktowane jako odrębne gatunki lub odmiany jednego gatunku – herbaty chińskiej (Camellia sinensis). Dawniej zaliczano je do rodzaju Thea, różnią się od innych kamelii zawartością substancji swoistych i kilkoma drobnymi cechami morfologicznymi.

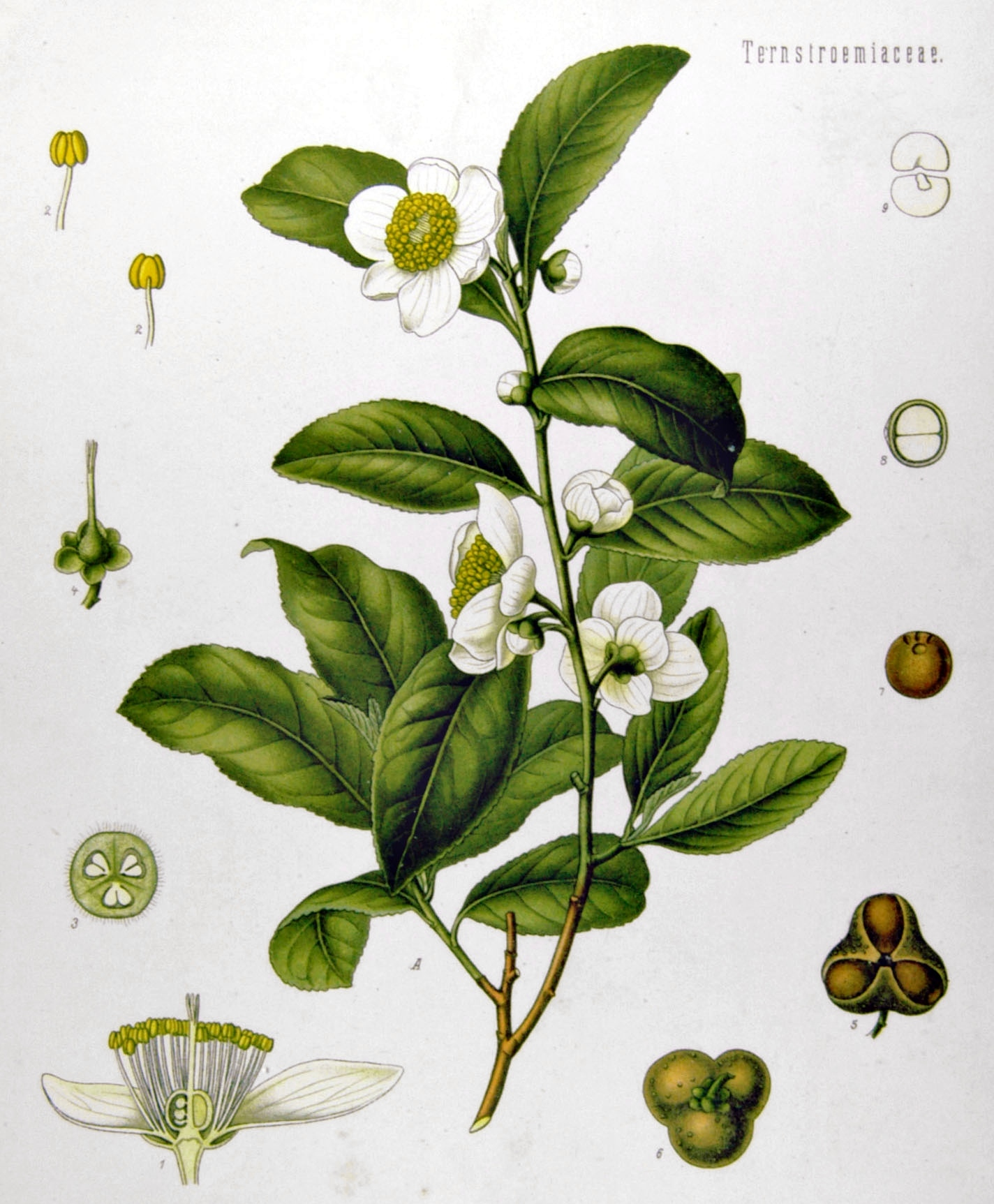
Herbata chińska Camellia sinensis

Polska nazwa herbata to zbitka pochodząca od łac. herba thea (gdzie pierwszy wyraz herba oznacza „zioło”, a drugi – thea – jest zlatynizowaną postacią chińskiej nazwy tejże rośliny). W Chinach znak określający herbatę: 茶 jest różnie czytany w zależności od dialektu: tê – dialekt hokkien (skąd pochodzą określenia w językach zachodniej Europy) oraz chá, w dialektach kantońskim i mandaryńskim (z odmianami tej wymowy popularnymi na Wschodzie – w państwach takich jak Indie, Iran, Turcja, Rosja, Czechy).
Nazwą herbata określa się również napary z różnych ziół, suszu owocowego, dlatego w użyciu są określenia: lipowa, miętowa, rumiankowa, z malin, dzikiej róży, bzu czarnego, paragwajska, rooibos.

## Uwarunkowania przyrodnicze

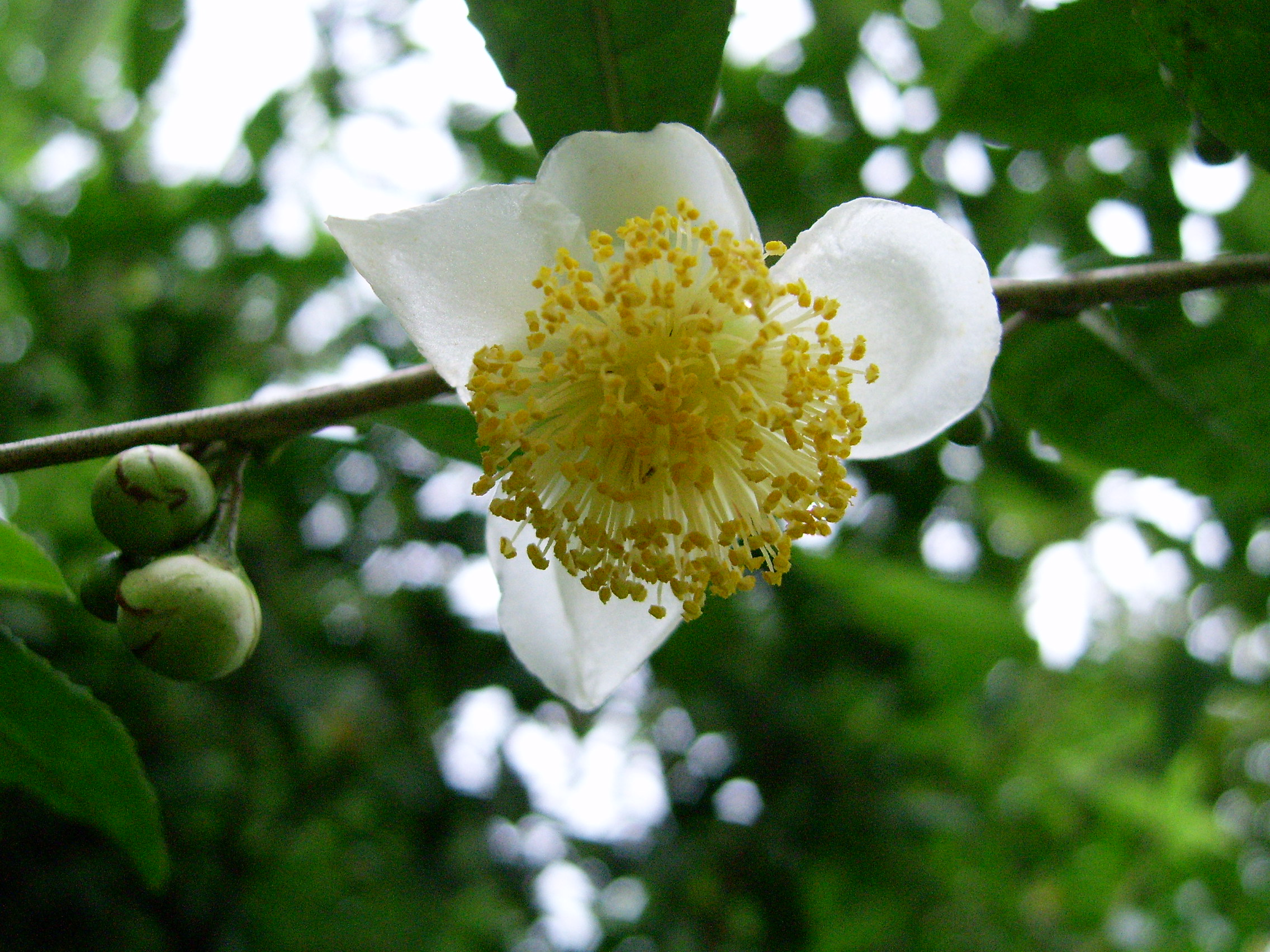
Kwiat herbaty

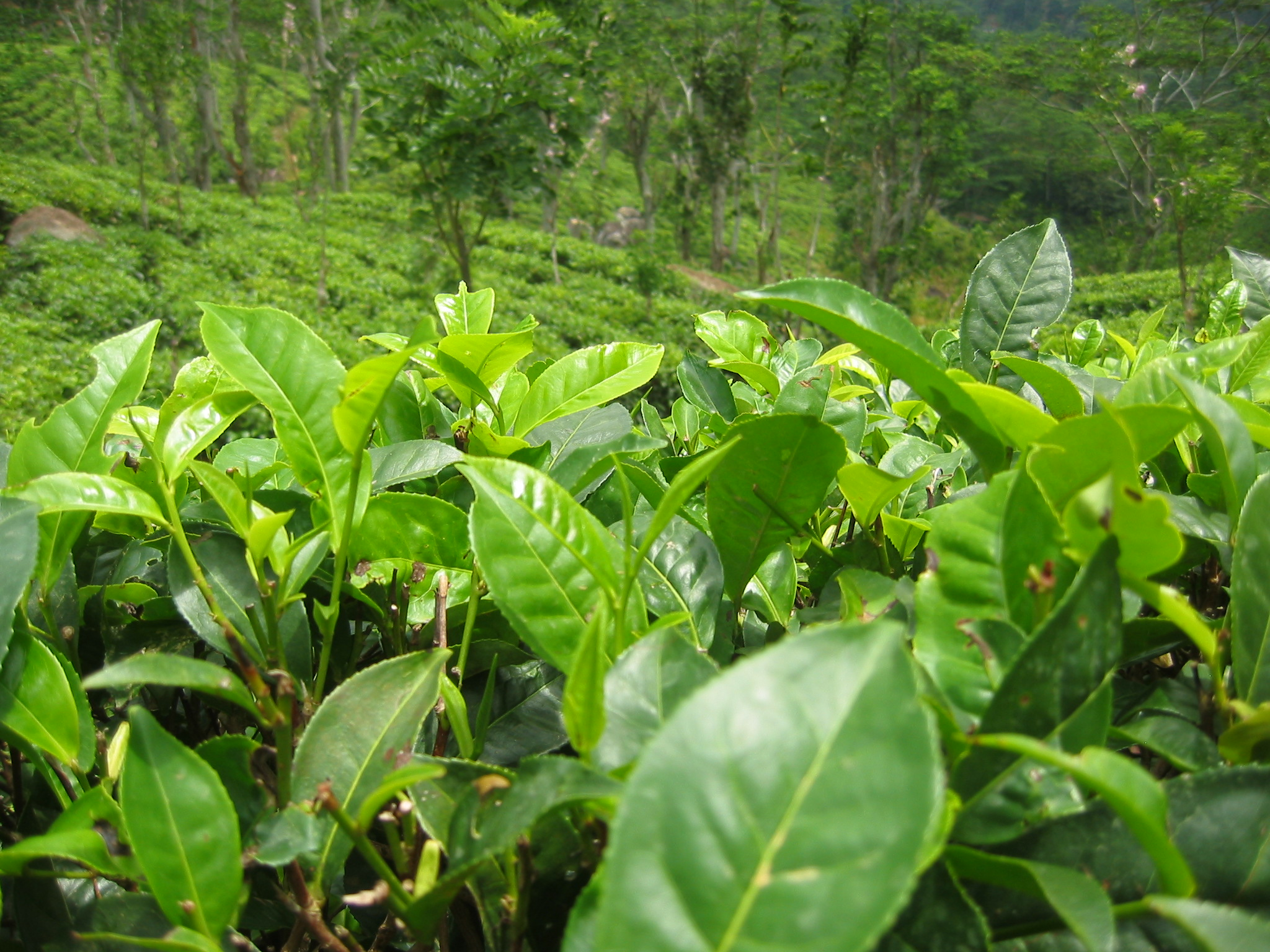
Na plantacji

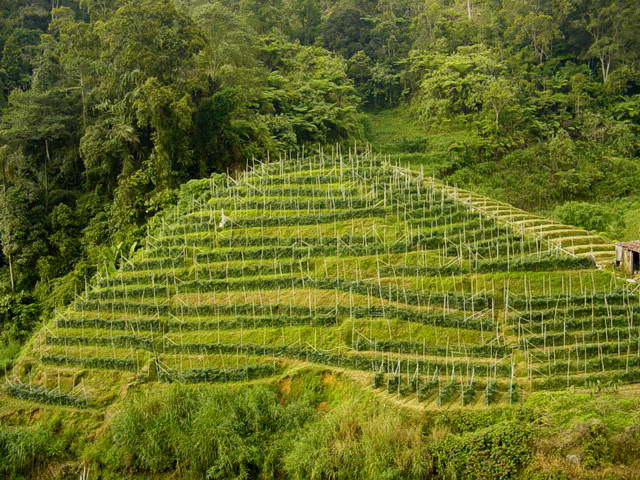
Plantacja herbaty w Malezji

Smak i aromat herbaty w dużym stopniu zależą od warunków, w jakich ona dojrzewała oraz sposobu jej późniejszej obróbki. Herbata uprawiana jest między zwrotnikami Raka i Koziorożca, głównie w południowej i południowo–wschodniej części Azji. Najlepiej rośnie w klimacie ciepłym, łagodnym z regularnymi opadami, sprzyjający jest klimat monsunowy odznaczający się dużym nasłonecznieniem i wysokimi sumami opadów. Herbata swoje optimum osiąga na obszarach o średnich rocznych temperaturach od 10 do 30 °C. Wysokość jej upraw najczęściej sięga do 2400 m n.p.m., krzewy uprawiane w wyższych partiach ze względu na chłodniejsze warunki dojrzewają dłużej, ale dzięki temu mają mocniejszy aromat.
Sposób zbierania herbaty również ma wpływ na jej walory smakowe i zapachowe. Najczęściej zbiera się ją ręcznie. Zrywane są jedynie szczytowe pączki oraz dwa listki pod nim. Największe plony dają rośliny 6–7-letnie. Aby krzewy były mocne i dawały dobre owoce ogranicza się liczbę zbiorów w ciągu roku. W Chinach i Japonii herbatę zbiera się 3–5 razy w roku, natomiast w Indiach i Indonezji ze względu na szybszą regenerację rośliny zbioru dokonuje się nawet 15 razy do roku. Pierwszy zbiór w roku określa się z angielskiego first flush, często jest to herbata uznawana za lepszą niż z pozostałych zbiorów i osiąga wyższą cenę.

## Klasyfikacja herbaty
Zazwyczaj dzieli się herbaty według sposobu wytwarzania.

### Herbata czarna
Herbata mocno przetworzona, dająca ostatecznie liście o czarnym kolorze. Otrzymywana jest w wyniku czterech procesów – więdnięcia, skręcania, utleniania i suszenia.
Popularne gatunki czarnej herbaty to: assam, darjeeling (Indie), ceylon (Sri Lanka), yunnan (Chiny).

### Herbata zielona
Herbata zielona (绿茶 lǜchá) powstaje z liści, w których wcześnie zatrzymano proces utleniania – po zerwaniu są suszone, a następnie poddaje się je działaniu wysokiej temperatury, by zatrzymać działanie enzymów. Po prawidłowym zaparzeniu (wodą o odpowiednio niższej temperaturze) ma mniej intensywny smak, a zwłaszcza goryczkę, niż herbata czarna, aromat często jest "trawiasty" lub warzywny. Zdecydowana większość herbat produkowanych w Chinach i Japonii należy do tej kategorii.

Popularne gatunki zielonej herbaty: gunpowder, longjing (lung ching), sencha, matcha.

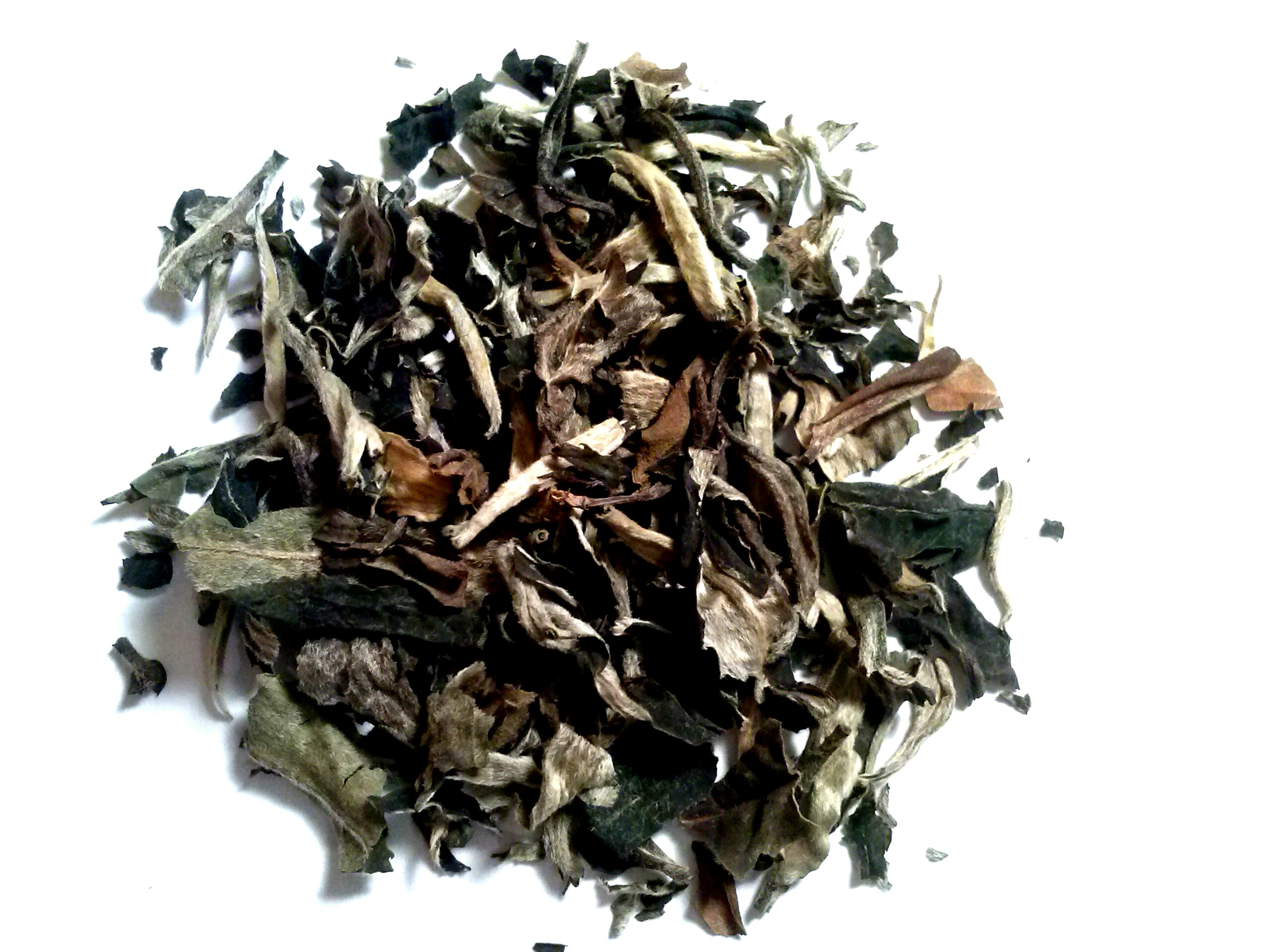
Herbata biała Bai Mudan

### Herbata biała

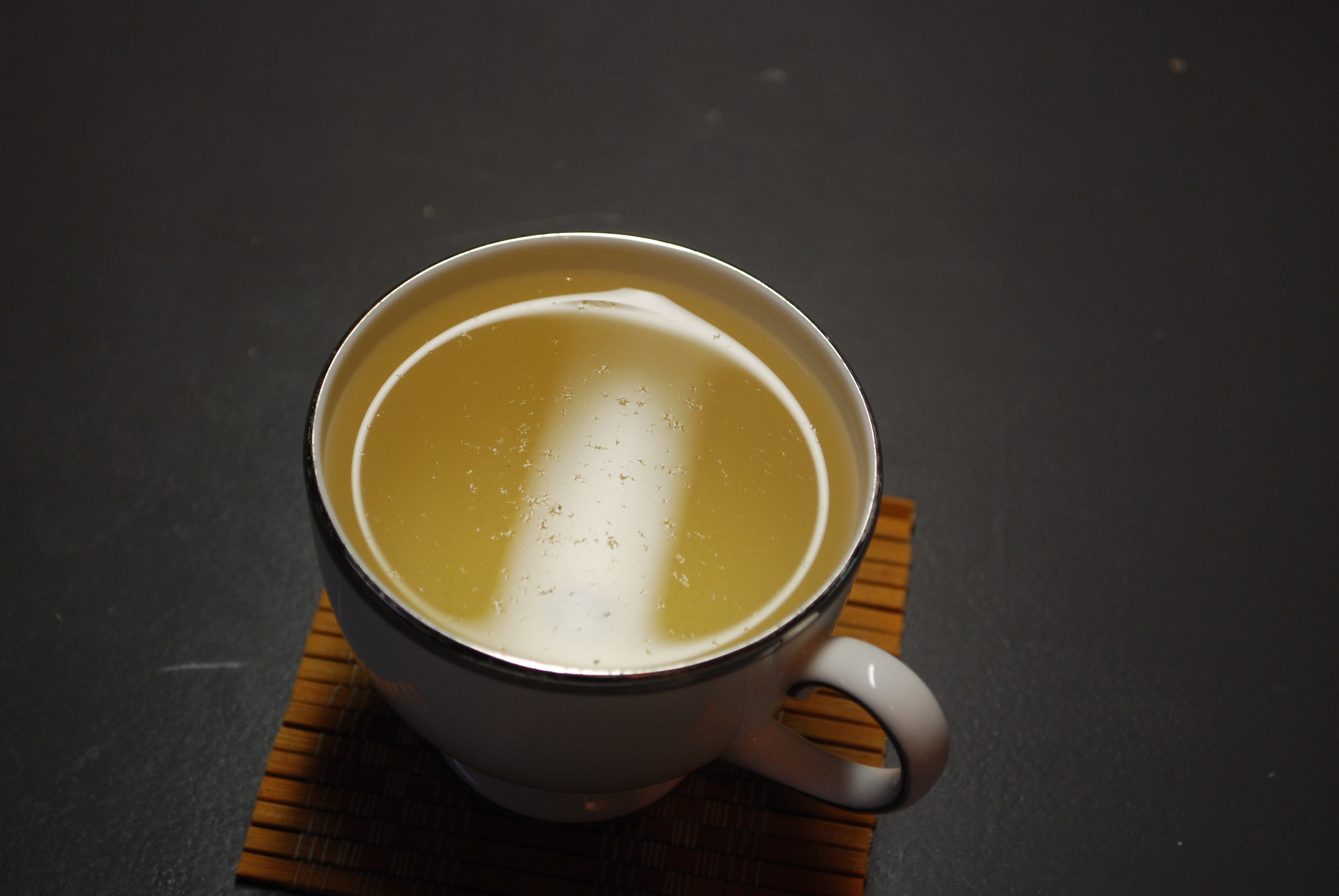
Widoczne białe włoski są charakterystyczną cechą herbaty Baihao Yinzhen

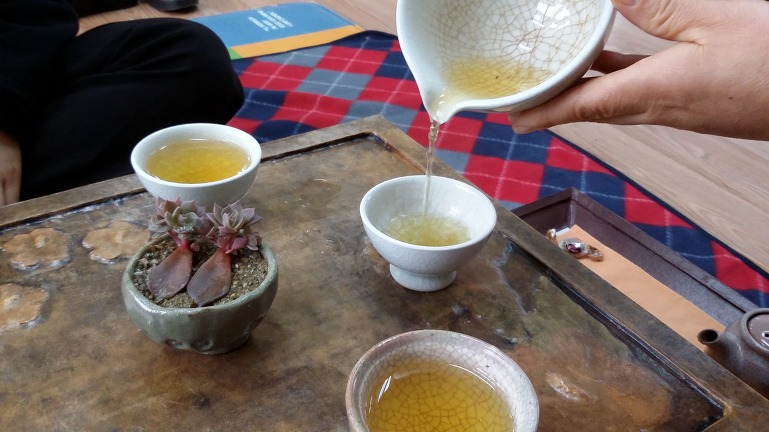
Żółta herbata hwangcha

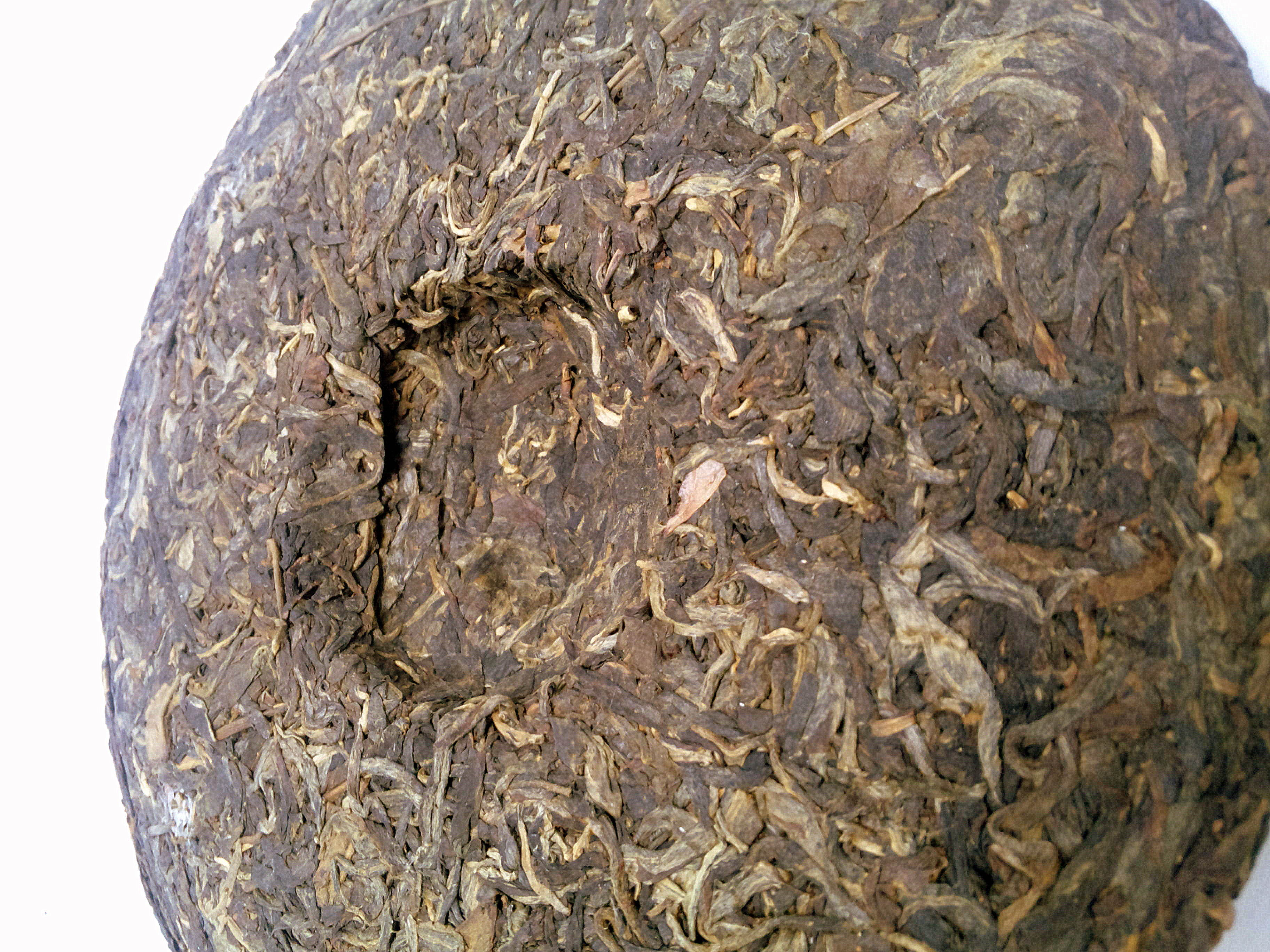
Herbata pu-erh prasowana w „ciastko”

Herbata, w której następuje utlenianie, zatrzymane przez utratę wilgoci. Przetwarzanie jest minimalne: liście więdną i następnie są suszone. Herbata biała ma odcień lekko srebrnawy, a po zaparzeniu ma kolor jasnosłomkowy. Jest to jeden z najdroższych rodzajów herbaty – ceny zależą od gatunku, niemniej w Polsce przeciętnie kosztuje ona od 20 zł do ponad 100 zł za 100 g. Droższe herbaty powstają głównie z młodych pączków, które jeszcze nie zdążyły się rozwinąć. Jedną z tańszych odmian jest Bai Mudan, gdzie oprócz pączków używane są 2 kolejne liście.

### Herbata żółta
Proces produkcji tej herbaty zbliżony jest w fazie początkowej do procesu wytwarzania herbaty zielonej, ale kończy się fermentacją liści w gorącym i wilgotnym środowisku. Kolor naparu jest zielonkawo-żółty. Obecnie najrzadziej produkowany typ herbaty.

### Herbata pu-erh
Herbata pu-erh (普洱茶 pǔ'ěr chá, nazywana czasem w Polsce herbatą czerwoną) przechodzi dodatkowy proces leżakowania i fermentacji z udziałem mikroorganizmów. Pochodzi z prowincji Yunnan w południowych Chinach. Nadaje się do wieloletniego przechowywania, zmieniając w trakcie aromat. Jej charakterystyczną cechą jest bardzo silny aromat, choć z czasem zanika gorycz. W Chinach fermentowane herbaty są uważane za korzystnie wpływające na trawienie. Nazwa "pǔ'ěr" jest tam zastrzeżona dla określonego miejsca pochodzenia. W innych prowincjach istnieje tradycja produkowania podobnych fermentowanych herbat, obejmuje je zbiorcze określenie hēichá (黑茶).

### Herbata ulung
Herbata ulung (lub oolong, wersje fonetyczne od chińskiej nazwy wulong, czyli „czarny smok” 烏龍茶 wūlóngchá), nazywana też niebieską lub turkusową. Wywodzi się z Chin kontynentalnych i Tajwanu. Po zebraniu liście pozostawiane są na słońcu. Kiedy zwiędną, wytrząsa się je w bambusowych koszach lub odpowiednich maszynach w celu obtarcia brzegów liści. Czynności te (więdnięcie i wytrząsanie) powtarza się kilkakrotnie na przemian. Stopień utlenienia jest większy niż w herbatach zielonych, ale mniejszy niż w herbatach czarnych. Często herbaty tego typu podpraża się nad węglem drzewnym.

### Herbaty aromatyzowane
Herbaty aromatyzowane, zwane inaczej herbatami perfumowanymi, powstają przez mieszanie dodatkowych aromatów z liśćmi herbat – zielonej, czarnej, pu-erh, lub ulung. Czynność tę wykonuje się tuż przed pakowaniem, czyli po dokonaniu się wszystkich procesów związanych z produkcją herbaty. Najczęściej do herbat dodaje się płatki kwiatów (róży, jaśminu) lub owocowych esencji zapachowych (pomarańczowych i cytrynowych). Nie należy mylić herbat aromatyzowanych z naparami ziołowymi, zwanymi „herbatkami ziołowymi”, które nie powstają na bazie herbaty i nazwę herbata noszą niesłusznie.
Najbardziej popularne gatunki herbat aromatyzowanych: Earl Grey, lapsang souchong.

## Pakowanie

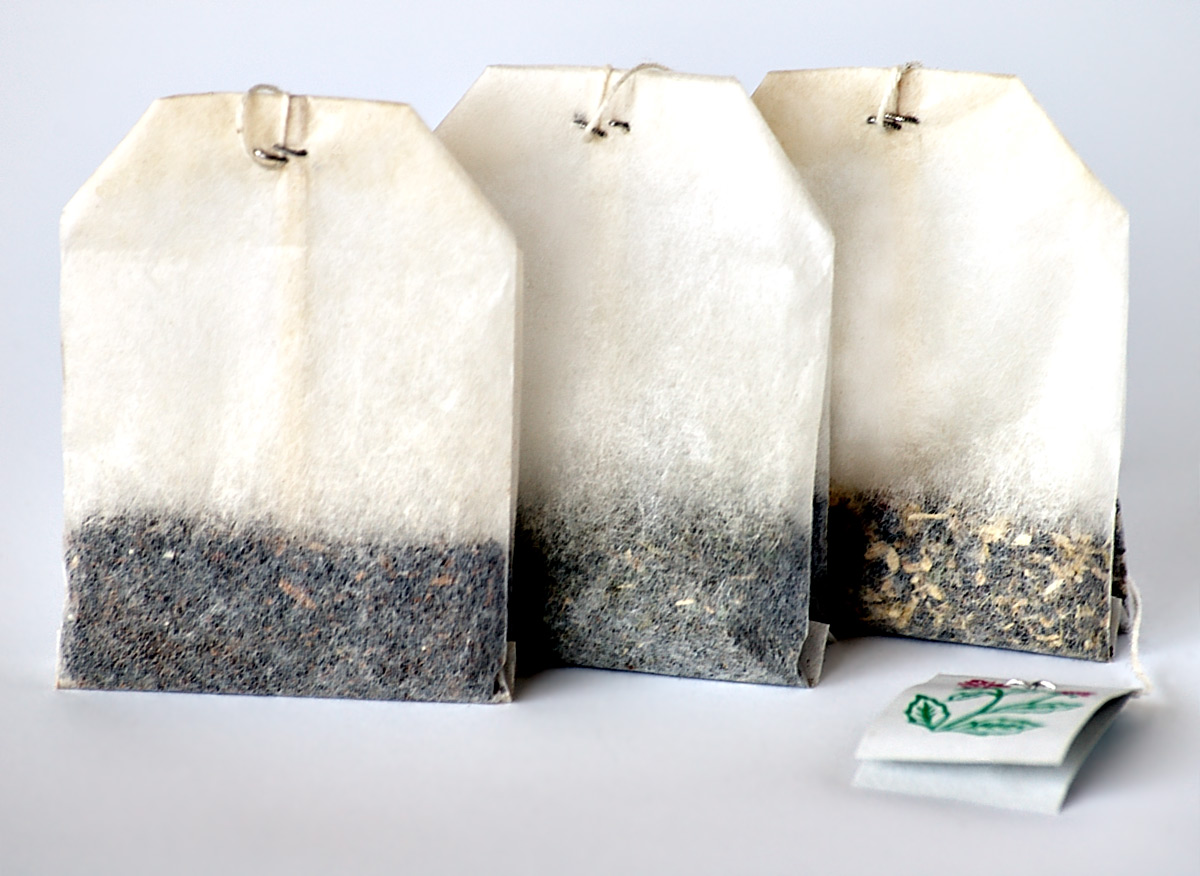
Saszetki z herbatą

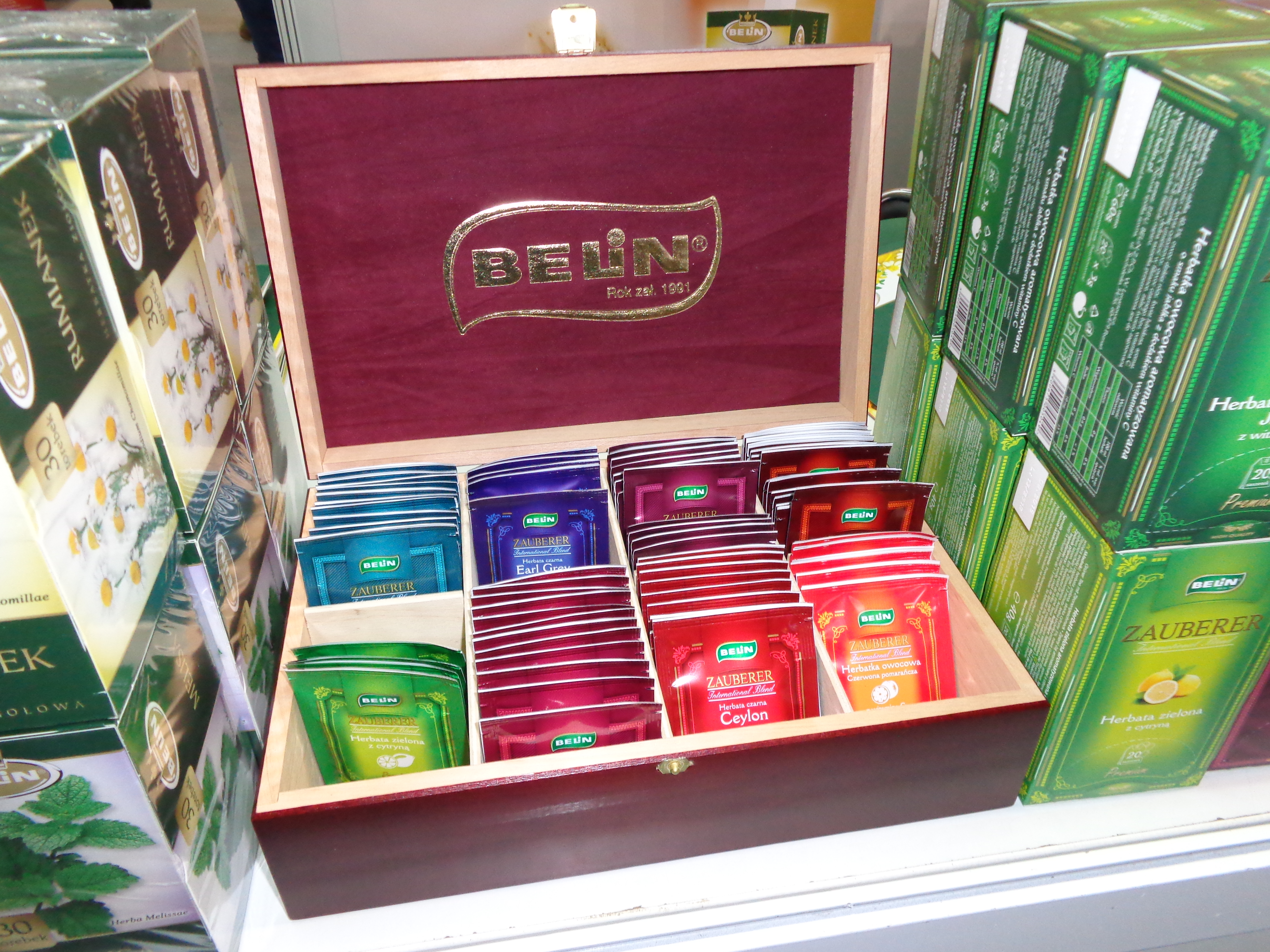
Asortyment herbat pakowanych porcjowo

### Herbata w torebkach
Zwana też herbatą ekspresową. Mocno rozdrobniona herbata zaparza się w krótkim czasie.

### Herbaty prasowane
Herbaty prasowane znane są od czasów panowania w Chinach dynastii Tang. Wytwarzano wtedy herbatę w formie twardych kulek, wystawiając liście pod działanie pary, następnie prasując je i dopiero wtedy poddając suszeniu. W takiej właśnie formie herbata dotarła do Japonii. Produkowane są z herbat należących do różnych gatunków. Do ich produkcji mogą być stosowane całe liście, liście łamane oraz pył herbaciany. Obecnie herbata jest prasowana hydraulicznie na kształt płytek, niewielkich kostek, kulek, gniazd lub miseczek.

## Historia herbaty
Według jednej z legend początki herbaty sięgają 2737 roku p.n.e., w którym mityczny cesarz Shennong przypadkowo zaparzył pierwszy napar z liści herbaty. Prawda jest trudna do ustalenia; wiadomo, że herbatę od dawna znali Chińczycy, jednak pierwsze zapiski na jej temat pochodzą dopiero z X wieku p.n.e.
W VIII wieku chiński poeta Lu Yu napisał Księgę herbaty, zawierającą opis krzewu herbacianego, narzędzi do zbioru i selekcji liści, przyborów do ceremonii przyrządzania i picia herbaty. Zawierała również spis plantacji i wielbicieli tego napoju.

### Herbata poza Chinami
Dopiero ok. 803 roku n.e. mnich Dengyō Daishi przywiózł z Chin pierwsze nasiona krzewu herbacianego do Japonii, gdzie rozpoczęto jej uprawę. Kultura związana z piciem herbaty przyjęła w obu krajach zupełnie odmienne postaci. Różnice wynikają głównie z odmiennego podejścia filozoficznego. W Japonii narodziła się ceremonia parzenia herbaty związana z ascetyczną filozofią i estetyką buddyzmu zen, zwana cha-no-yu (dosł.: „wrzątek na herbatę”), do dzisiaj kultywowana jest w tym kraju. Jest to sztuka, która odznacza się umiłowaniem piękna. Kakuzō Okakura (Tenshin), autor monografii Księga herbaty (Cha no hon, 1906), określa tę ceremonię jako kult oparty na adoracji piękna istniejącego pośród przyziemnych realiów codziennej egzystencji.
Obrzędy chińskie natomiast, dużo starsze od japońskich, związane z taoizmem i konfucjanizmem oraz wierzeniami i praktykami różnych ludów zamieszkujących kontynentalne Chiny ulegały na przestrzeni wieków silnej regionalizacji. Dziś w całych Chinach można napotkać rozliczne ceremonie picia herbaty charakterystyczne np. dla różnych mniejszości narodowych. Herbata w Chinach darzona jest tak dużą estymą, że stanowi nawet kluczowy element tradycyjnych chińskich zaślubin.
Herbata pojawiła się w Mongolii pod koniec V wieku n.e., a w Tybecie w 620 n.e., w Tybecie bardzo szybko stała się podstawowym (obok kumysu) napojem, a w Mongolii upowszechniła się w XII wieku. Jednakże, w odróżnieniu od Chin i Japonii nie wykształcono tam tak rozbudowanych ceremonii picia herbaty, zaś sam proces przyrządzania i smak herbaty znacząco się różniły od chińskiego wzoru.

### Podróż do Europy

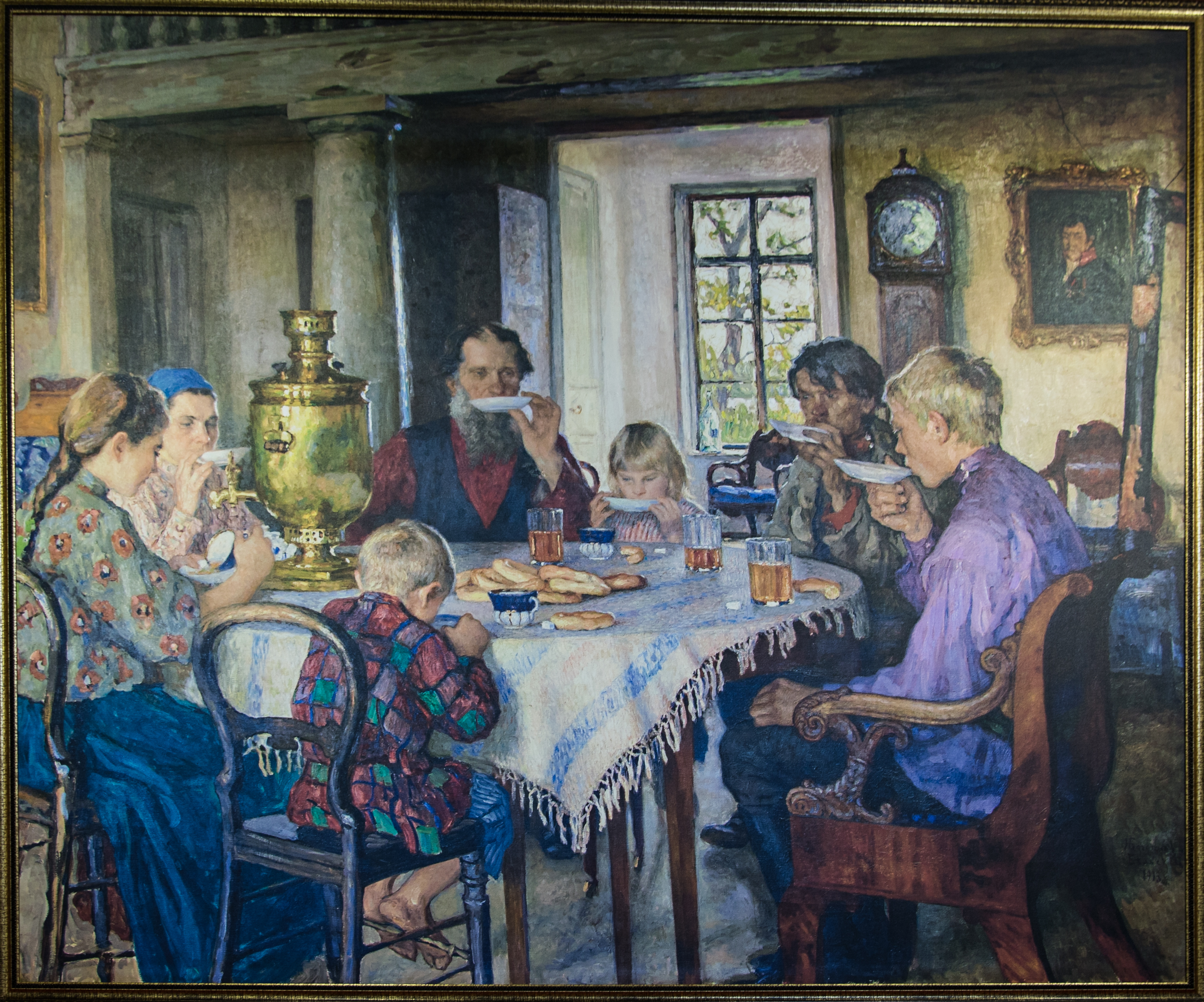
Rosjanie pijący herbatę zagryzaną cukrem (mal. N. Bogdanow-Bielski, 1913)

Po raz pierwszy z herbatą zetknęli się, w pierwszej połowie XVI wieku, Rosjanie, w czasie podboju Syberii i kontaktów dyplomatycznych z Chinami. W Rosji, gdzie herbatę nazywa się czajem (ros. чай), tradycyjnie przygotowywano ją w samowarze, bez mleka, za to w postaci bardzo mocnego, intensywnego naparu. Gorący płyn pito drobnymi łykami wprost ze spodka, zagryzając kostką cukru. 
Do Indii trafiła z Chin jako masala czaj (चाय). W Indiach czaj jest dostępny również u ulicznych sprzedawców zwanych ćajwala. Noszą oni czajniki z gorącą herbatą i podają ją w świeżo palonych glinianych kubkach, wyrzucanych zaraz po spożyciu. Z kupcami hinduskimi herbata trafiła do krajów arabskich. W języku arabskim herbatę określa się jako شاي (šāī, szaj).
Pierwsze w zachodniej Europie informacje o herbacie pochodzą z końca XVI wieku (Marco Polo o niej nie wspomina). Podał je jezuita J.P. Maffei (1589) w dziele Historia Indii. Po nim o herbacie pisali Mikołaj Trigault (1615) i Alvaro Samedo (1643).
Po nich, znacznie szerszy zakres wiadomości podał polski misjonarz, podróżnik i przyrodnik Michał Boym, m.in. wyróżniając dwa rodzaje herbaty: zieloną i żółtą (tzw. kwiatową) i zauważając też, że liście suszy się również na ogniu, nie tylko na słońcu. W rękopisie Rerum Sinensium Compendiosa Descriptio, napisanym przed rokiem 1656, opisał to następująco:
Krzew, z którego liści przygotowany jest słynny w całych Chinach napój, nazywany jest Cia. Zbierają liście na wzgórzach, suszą je na małym ogniu na żelaznych siatkach i zalewają wrzącą wodą, przez co jest zielony lub żółty. Zwykle rozkoszują się pijąc go w stanie gorzkim. Dodając do niego słodyczy, często częstują nim gości. Japończycy mieszają proszek z liści z wodą i piją. Jednostka wagi najlepszej herbaty kosztuje często bardzo drogo. Orzeźwia przy upałach, zapobiega tworzeniu się kamieni i senności.
Do Europy herbatę przywieźli Holendrzy na początku XVII wieku. Do Anglii herbata trafiła w 1658 za sprawą kupca Thomasa Garrawaya. W 1618 herbata pojawiła się w Rosji jako dar cesarza Chin dla cara Michała I Romanowa.
W połowie XIX w. Brytyjska Kompania Wschodnioindyjska zapoczątkowała na szeroką skalę uprawy w Indiach z sadzonek i nasion sprowadzonych z Chin przez Roberta Fortune'a.

### Polska
Do Polski dotarła w 1664 roku z Francji. Pierwsze znane wzmianki o herbacie pojawiają się w liście króla Jana II Kazimierza do żony Ludwiki Marii. Początkowo była traktowana jako ziele lecznicze i zwyczaj picia herbaty rozpowszechnił się dopiero w drugiej połowie XVIII wieku, pomogły w tym również dobre stosunki handlowe pomiędzy Polską i Anglią. Ze względu na wysoką cenę napój ten pity był jedynie na dworze królewskim, dworach magnackich oraz bogatej szlachty i mieszczan. Przez liczne kontakty z Rosją i ZSRR w Polsce, zwłaszcza na utraconych wschodnich terenach, a później wśród repatriantów, często na określenie herbaty używano określenia czaj. Na tych terenach również popularne było urządzenie służące do jej parzenia zwane samowarem.
W gwarze więziennej używa się pochodzącej od czaju formy czajura jako synonimu bardzo mocnego naparu mieszanki herbaty, kawy i tytoniu (np. 6 łyżek herbaty, 6 łyżek kawy, tytoń z jednego papierosa) zalewanego wrzącą wodą gotowaną za pomocą buzały.

## Sposób przyrządzania herbaty

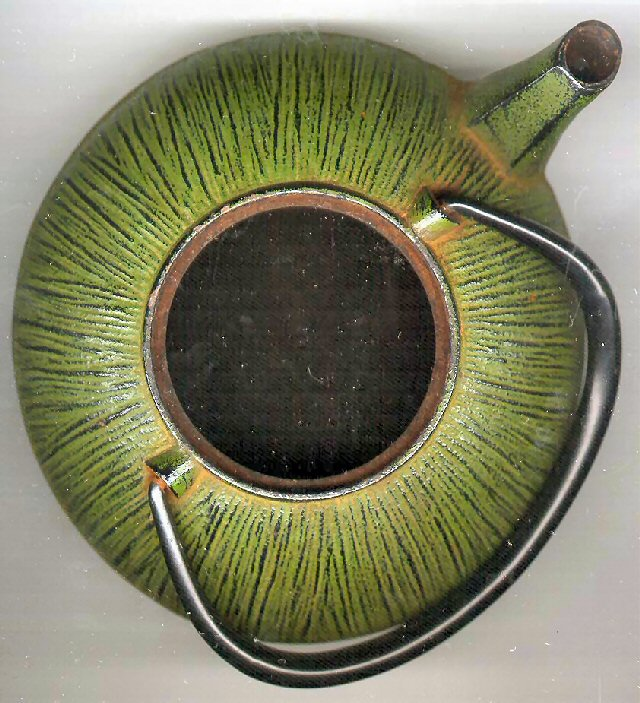
Japoński stalowy czajniczek

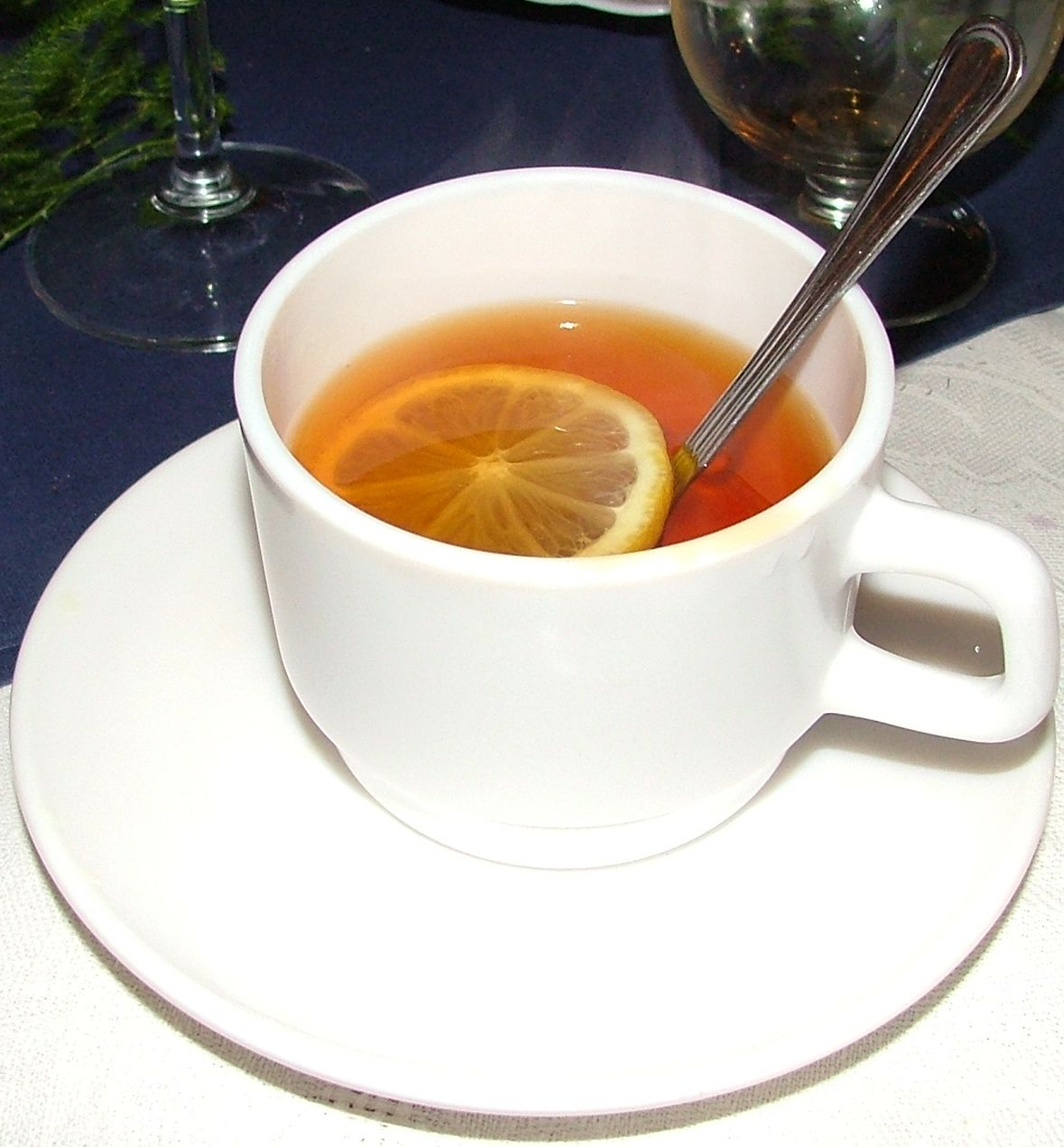
Filiżanka herbaty Earl Grey z cytryną

W związku z piciem herbaty zrodziło się wiele zwyczajów, m.in. japońska ceremonia picia herbaty czy angielski tea time.
W krajach zachodnich tradycyjnie preferuje się długie zaparzanie niewielkiej ilości liści w dużej ilości wody:
Czarna herbatazalewanie wrzącą wodą (100 °C). Najczęstszym błędem popełnianym podczas przyrządzania czarnej herbaty jest użycie wody o zbyt niskiej temperaturze. Herbatę powinno się zaparzać trzy do pięciu minut, po tym czasie zaczynają się uwalniać taniny, które wbrew powszechnej opinii nie neutralizują pobudzającego działania kofeiny, ale herbata staje się gorzka.
Zielona herbataWoda o temperaturze od 60 °C do 80 °C w zależności od rodzaju herbaty. Parzyć należy do trzech minut, aby herbata nie nabrała gorzkiego posmaku. Te same liście można parzyć nawet do 3 razy, a najwartościowszym naparem jest zazwyczaj drugi.
Biała herbataTę herbatę parzyć można trzykrotnie w temperaturze 85 °C. Należy ją parzyć ok. 5–7 min., wtedy biała herbata zachowuje najlepsze wartości smakowe.
Żółta herbataŻółtą herbatę podobnie jak białą można zaparzać wielokrotnie. Kolejne parzenia powinny trwać dłużej niż pierwsze. Pierwsze parzenie może trwać od 1 do 3 minut. Temperatura powinna wynosić ok. 80 °C.
UlungParzy się w temperaturze 90 °C przez 3–4 minuty. Jako że można ją parzyć nawet do czterech razy, to trzeci i czwarty napar można zostawić nawet na około 5–6 minut aby „wycisnąć” z nich cały aromat.
Pu-ErhParzenie trwa 3 minuty i odbywa się w temperaturze 90–100 °C. Parzenie Pu-Erh odbywać się może wielokrotnie.

### Przyrządzanie herbaty na świecie
- w Chinach przyrządzanie gongfu (工夫茶) stosowane zwłaszcza do ulungów polega na stosowaniu dużej ilości liści w stosunku do wody (ponad dwukrotnie więcej niż przy parzeniu typowym na Zachodzie) i parzeniu przez krótki czas, rzędu kilkunastu sekund. Pozwala to docenić zmieniający się pomiędzy parzeniami smak, a także uniknąć wyzwolenia goryczki z niektórych typów herbaty.
- w Mongolii (wśród m.in. Buriatów, a także Kałmuków i Kirgizów, którzy zapożyczyli ten sposób od Mongołów), tradycyjnie przyrządza się char caj, gotując prasowaną zieloną herbatę w mleku (bez wody), dodając masło lub łój barani oraz mąkę i sól. Czasami dodawano też krew zwierzęcą.
- Tybetańczycy herbatę zieloną gotują w wodzie, ale z dużym dodatkiem mleka jaka, solą, a następnie ubijają w beczce do jednorodnej konsystencji. Ta receptura przyrządzania herbaty utrzymuje się wciąż w tych rejonach, jednak często jest zastępowana obecnie przez „typową” herbatę zaparzaną w wodzie, choć z dodatkiem mleka, tłuszczu i soli.
- w Indiach przyrządza się masala czaj - czarna, mocna herbata przygotowywana jest z mlekiem i przyprawami (kardamon, cynamon, imbir, pieprz, goździki i inne) oraz słodzona cukrem, miodem lub melasą. Jeśli napar wzbogaci się kakao, nazywany jest mocha chai.
- w Wielkiej Brytanii tradycyjnie herbatę podaje się z mlekiem. W Polsce taki sposób przygotowania nazwany jest bawarką.
- w Japonii biedniejsze warstwy społeczeństwa przyrządzały zieloną herbatę z prażonym ryżem, nazywając ją genmaicha.

## Zawartość
Herbata zawiera znaczne ilości katechin, głównie epikatechinę, epigallokatechinę, galusan epikatechiny i galusan epigallokatechiny – są to związki spełniające rolę przeciwutleniaczy. W świeżo zebranych liściach zawartość tych związków może dochodzić do 30% suchej masy. Najwyższe stężenie katechin występuje w herbatach białej i zielonej, czarna zawiera mniej związków z tej grupy gdyż ulegają one rozkładowi podczas procesu utleniania. Herbata zawiera także taniny, teaninę, znaczne ilości jonów fluorkowych (do 0,03%) oraz alkaloidy purynowe, jak kofeina (do 4,5%), teobromina (do 0,5%) oraz teofilina (do 0,04%). Herbata jest bogata także w niektóre witaminy: A, B1, B2, C, E i K. Ponadto zielona herbata zawiera niebiałkowy aminokwas L-teaninę, który wykazuje działanie uspokajające, zmniejszające stres i niepokój oraz stabilizujące nastrój osób pijących zieloną herbatę.
Napar herbaciany zawiera 100–594 mg kofeiny w 1 l płynu uzyskanego z czarnej herbaty. W przypadku zielonej herbaty wartość ta wynosi 160–450 mg/l. Zawartość kofeiny w zaparzonym napoju zależy od gatunku i ilości herbaty oraz długości parzenia. Dla porównania, kawa parzona zawiera 386–652 mg na 1 l, a kawa espresso – 1691–2254 mg/l.

## Negatywne działanie
Badania wykazują negatywne skutki picia herbaty, wiążące się głównie z wysoką zawartością fluoru (do 9 mg/L i stawia w niebezpiecznej sytuacji osoby pijące herbatę w dużych ilościach, kiedy rekomendowane przez WHO stężenie fluoru w wodzie pitnej wynosi 0,5 - 1 mg/L), jak i wysoką ilością glinu w herbatach utlenionych, którego uwalnianie z liści i dostępność rośnie wraz ze spadkiem pH herbaty (np. po dodaniu soku z cytryny do naparu z fusami).
Negatywne skutki może wywoływać u niektórych osób zawarta w herbacie kofeina (teina), która hamuje neurogenezę w hipokampie,
uczula receptory dopaminy, blokuje receptory adenozynowe, osłabia pamięć, zwiększa uczucie niepokoju i lęku oraz powoduje uzależnienie fizyczne. Zawarte w herbacie szczawiany mogą przy większym spożyciu prowadzić do uszkodzenia nerek.

## Pozytywne działanie herbaty
opracowano na podst. materiału źródłowego
Właściwości herbaty wykorzystywane są głównie w medycynie oraz kosmetologii. Działanie pobudzające herbata zawdzięcza teinie (kofeina). Ma ona również działanie moczopędne, powoduje rozszerzenie naczyń krwionośnych, a tym samym zapobiega chorobom układu krążenia. Ułatwia oddychanie oraz akcję serca zapobiegając także chorobom serca. Zapobiega rozwojowi paradontozy oraz powstawaniu ognisk miażdżycy. Niektóre badania stwierdziły jej działanie przeciwnowotworowe.
W kosmetologii największe zastosowanie zyskała zielona herbata. Produkowanych jest wiele produktów na bazie jej wyciągu. Są to głównie toniki, balsamy nawilżające, preparaty do włosów, żele pod prysznic oraz kremy do skóry odwodnionej lub suchej. Ekstrakt z zielonej herbaty hamuje nadmierną aktywność gruczołów łojowych, a także ma właściwości przeciwdrobnoustrojowe, łagodzące stany zapalne, przyśpieszające gojenie się ran i zmniejszające obrzęki. Składnik środków stosowanych do włosów przetłuszczających się, leczenia łupieżu oraz środków nawilżających pod oczy. Przez swój subtelny zapach zielona herbata stosowana jest ponadto w perfumach.
W grudniu 2017 „British Journal of Ophthalmology” opublikowało badanie naukowców z Uniwersytetu Browna oraz Uniwersytetu Kalifornijskiego (USA), z którego wynika, że codzienne picie gorącej herbaty zmniejsza ryzyko zachorowania na jaskrę. U badanych, którzy codziennie pili gorącą herbatę, ryzyko zachorowania na jaskrę było o 74% mniejsze, niż u pozostałych. Herbata taka musi zawierać kofeinę.

## Oznaczenia herbat

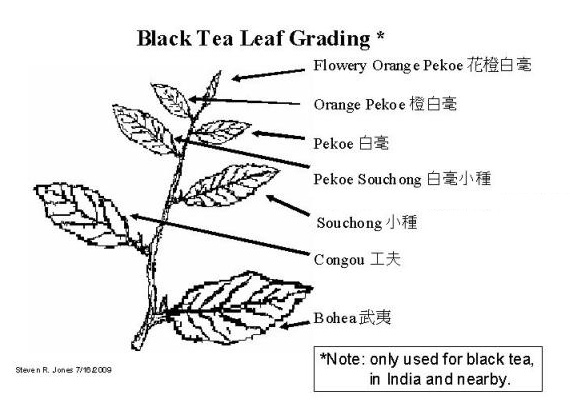
Oznaczenia liści herbacianych w klasyfikacji herbat

Herbata kupowana w specjalistycznych sklepach posiada unikalne oznaczenia. Są to skróty angielskich terminów, określających klasę herbaty ze względu na rodzaj i wygląd liści. Występująca za oznaczeniem gradacji cyfra „1”, oznacza najlepszą partię w danym zbiorze. Poniższe oznaczenia odnoszą się do herbat czarnych pochodzących z Indii i Cejlonu.

### Herbata o całych liściach
- P (Pekoe) – herbata o krótkich, delikatnych liściach;
- S (Souchong) – herbata o dużych liściach, zwijanych podłużnie, przez co otrzymuje się nierówne kawałki. Często są to herbaty o charakterystycznym, dymnym aromacie, uzyskanym przez wędzenie liści w celu wysuszenia ich;
- FP (Flowery Pekoe) – liście zwija się w kulki;
- PS (Pekoe Souchong) – zawiera liście krótsze i twardsze niż Pekoe;
- OP (Orange Pekoe) – nazwa pochodzi od charakterystycznego pomarańczowego koloru przetworzonych już długich, spiczastych liści, rzadko zawiera pączki liściowe;
- FOP (Flowery Orange Pekoe) – herbata zrobiona z pączka oraz pierwszego liścia pędu. Zawiera młode, delikatne listki. W smaku charakteryzuje się kwiatową nutą;
- GFOP (Golden Flowery Orange Pekoe) – herbata FOP, zawierająca dodatkowo złote pączki[a], dla polepszenia jej jakości;
- TGFOP (Tippy Golden Flowery Orange Pekoe) – herbata zawierająca dużą ilość pączków;
- FTGFOP (Finest Tippy Golden Flowery Orange Pekoe) – herbata FOP o bardzo wysokiej jakości, zawierająca dużą ilość pączków;
- SFTGFOP (Special Finest Tippy Golden Flowery Orange Pekoe) – najwyższej jakości, specjalnie wyselekcjonowana herbata, zawierająca pączki o kwiatowej nucie.

### Herbata łamana
W przypadku herbat łamanych, do ich oznaczenia, dodaje się literkę B (ang. broken – łamane). Znaczenie pozostałych symboli nie zmienia się.
- BP (Broken Pekoe);
- BPS (Broken Pekoe Souchong),
- BOP (Broken Orange Pekoe);
- FBOP (Flowery Broken Orange Pekoe);
- GFBOP (Golden Flowery Broken Orange Pekoe);
- GBOP (Golden Broken Orange Pekoe);
- TGBOP (Tippy Golden Broken Orange Pekoe);
- TGFBOP (Tippy Golden Flowery Broken Orange Pekoe).

### Odsiewy/miał/pył
Są to okruchy liści (ang. fannings/fines – odsiewy/miał, dust – pył), pozostałość po produkcji herbat łamanych. Uważana za herbatę o gorszej jakości. Jednak przez wzgląd na dostatecznie dużą powierzchnię parzenia oraz szybki czas zaparzania, są one stosowane w herbatach ekspresowych.
- OF (Orange Fannings);
- PF (Pekoe Fannings);
- BPF (Broken Pekoe Fannings),
- BOPF (Broken Orange Pekoe Fannings);
- RD (Red Dust);
- FD (Fine Dust);
- GD (Golden Dust);
- SRD (Super Red Dust);
- SFD (Super Fine Dust);
- BMF (Broken Mixed Fannings).

## Miejsca i rozmiar produkcji

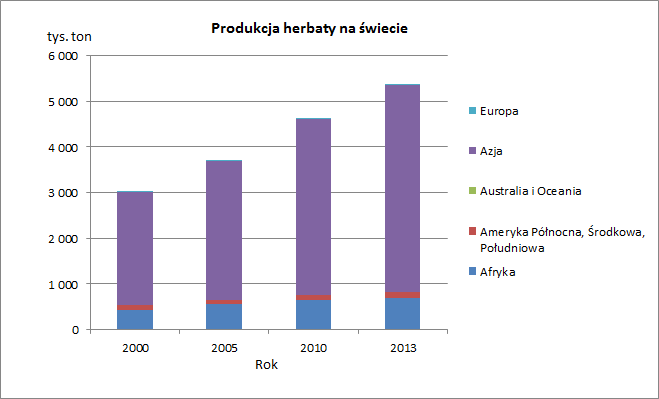
Produkcja herbaty na świecie w tonach w 2015 roku

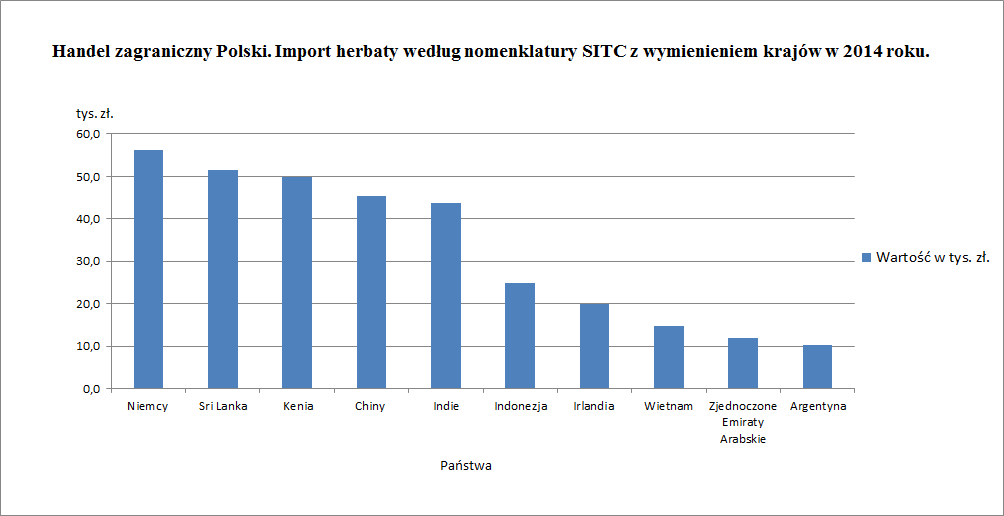
Handel zagraniczny Polski. Import herbaty według nomenklatury SITC z wymienieniem państw w 2014 roku.

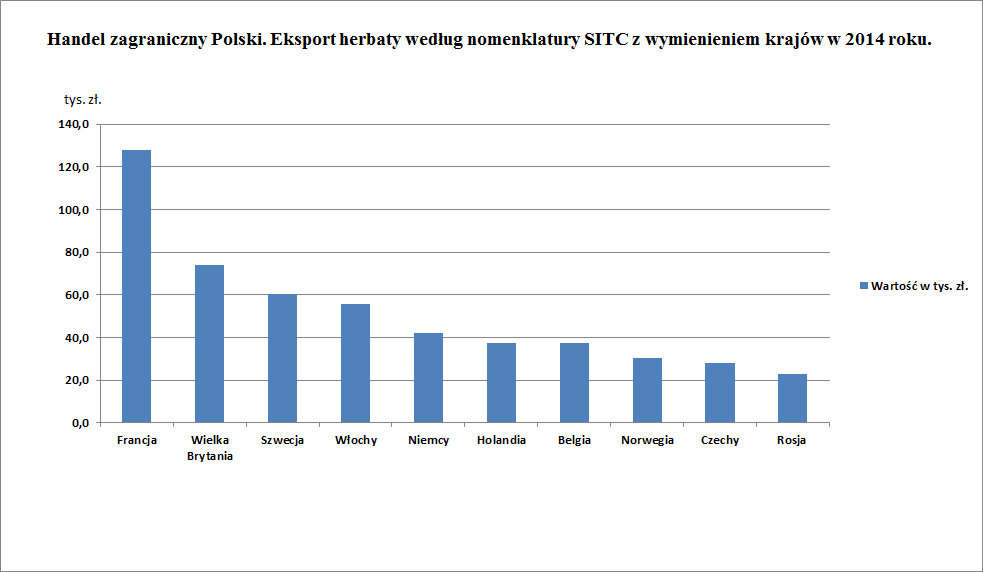
Handel zagraniczny Polski. Eksport herbaty według nomenklatury SITC z wymienieniem państw w 2014 roku

opracowano na podst. materiału źródłowego
Głównymi producentami herbaty na świecie są: Indie, Sri Lanka, Chiny, Japonia, Indonezja, Bangladesz, Kenia, Uganda, Turcja, Malawi, Iran i Argentyna. Średni roczny plon wynosi 990 kg/ha (suchej masy liści). Najwięcej herbaty pozyskuje się w Azji oraz Afryce.
Polska importuje herbatę od głównych producentów na świecie (Kenii, Sri Lanki, Indii). Sprowadza się liście nieutlenione lub częściowo utlenione, następnie przetwarzane są w polskich zakładach, pakowane i zostają eksportowane za granicę bądź do polskich dystrybutorów.
Według przeprowadzonego w styczniu 2017 r. rankingu Euromonitora oraz Banku Światowego, Polska zajmuje 4. miejsce w Europie w piciu herbaty (rocznie na osobę). Natomiast na świecie Polska lokuje się na miejscu 9., wyprzedzając takie państwa jak: Japonia, Chiny, Arabia Saudyjska. 

### Zbiory herbaty na świecie
Całkowita wielkość zbiorów herbaty na świecie wyniosła w 2012 r. 4 818 tys. ton, co stanowi wzrost o 32% względem roku 2005. W poniższej tabeli przedstawiono wielkość zbiorów herbaty przypadających na poszczególne państwa.
| Lp. | Państwo   | w tysiącach ton | % produkcji światowej |
| --- | --------- | --------------- | --------------------- |
| 1.  | Chiny     | 1700            | 35,3                  |
| 2.  | Indie     | 1000            | 20,8                  |
| 3.  | Kenia     | 369             | 7,7                   |
| 4.  | Sri Lanka | 330             | 6,8                   |
| 5.  | Turcja    | 225             | 4,7                   |
| 6.  | Wietnam   | 217             | 4,5                   |
| 7.  | Iran      | 158             | 3,3                   |
| 8.  | Indonezja | 150             | 3,1                   |
| 9.  | Argentyna | 100             | 2,1                   |
| 10. | Japonia   | 85,9            | 1,8                   |
|     | Świat     | 4 818           | 100,0                 |